# ハンガリー・ルーマニア戦争
ハンガリー・ルーマニア戦争 （ハンガリー語：1919-es magyar-román háború、ルーマニア語：războiul româno-ungar din 1919）は、第一次世界大戦終戦後の1918年から1919年までハンガリーとルーマニア王国との間で行われた戦争である。
1918年12月1日にハンガリー人民共和国のトランシルヴァニア地方在住のルーマニア人住民たちがトランシルヴァニアのルーマニアとの合併を宣言したことが、この戦争の原因となった。1919年4月に共産主義者がハンガリーで権力を掌握し、軍部はこの機会に戦争を開始してトランシルヴァニアを奪還しようと企てた。戦争の最終段階には両軍合わせて12万人以上の兵員が参加している。また戦争中にはチェコスロバキアやソビエト連邦との交戦も発生している。ハンガリー評議会共和国の崩壊とルーマニア軍による首都ブダペストを含めたハンガリー全土の占領により、1919年8月に戦争は終結した。1920年3月にルーマニア軍はハンガリーから撤退している。

## 背景

### ハンガリー

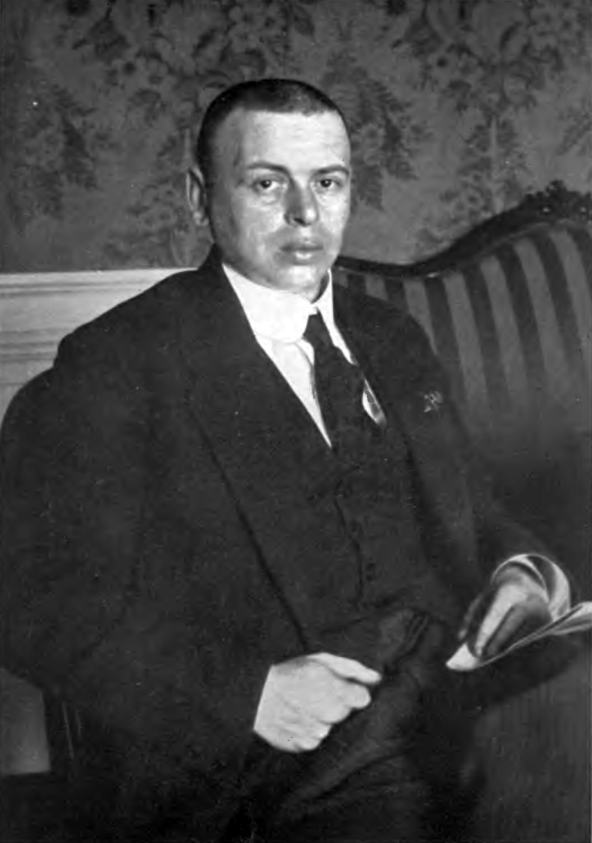
クン・ベーラ

1918年、第一次世界大戦の敗戦によりオーストリア=ハンガリー君主国は崩壊した。10月31日、ブダペストでの秋薔薇革命の成功により、リベラル左派のカーロイ・ミハーイ伯爵が首相となり、政権を握った。カーロイはウッドロウ・ウィルソンの平和主義に応じて、ハンガリー軍の全面武装解除を命じた。ハンガリーは無防備の状態となり、カーロイは第一共和国の樹立を宣言し、大統領となる。しかしかつてのハンガリー王国の領域のうち上ハンガリー（スロバキア、カルパティア・ルテニア）は新生国家であるチェコスロバキア、に奪取された。内政と軍事の両面で失敗したカーロイ政権は1919年2月には国民の支持を完全に失ってしまう。連合国の軍事代表がハンガリーに対してより一層の領土割譲を要求したため、3月21日にカーロイは退陣した。代わってクン・ベーラが率いるハンガリー共産党が権力を掌握し、ハンガリー評議会共和国の成立を宣言する。共産主義者は平等と社会的公正を約束した。共産主義者（または「赤」）が権力を掌握できたのは唯一の組織化された武装集団だったことによるもので、彼らは徴兵なしにハンガリーの領土を守ると約束した（恐らくソ連赤軍の助けを期待していた）。当初、ハンガリー赤軍の兵士はブダペストの工場労働者達だったが、後にハンガリー赤軍は、イデオロギーよりも愛国心によって、本当の国民軍となる。

### ルーマニア

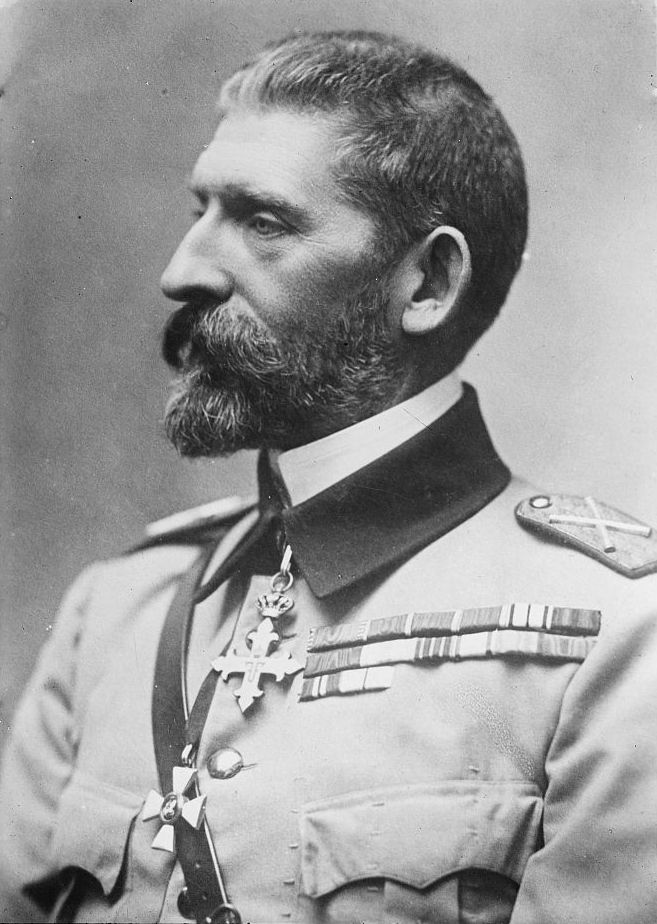
ルーマニア国王フェルディナンド1世

1916年、ルーマニアは連合国側に立って第一次世界大戦に参戦した。その主な目的はルーマニア民族が住む土地を統合して一つの国家とすることだった（ブカレスト条約 (1916年)参照）。だが、ルーマニアは大敗を喫して、国土の大半を占領されてしまう。そして1918年、ロシアで共産政権が成立し中央同盟国側との単独講和条約（ブレスト＝リトフスク条約）を結び、ルーマニアは東部戦線に取り残された唯一の連合国となってしまった。この状況はルーマニアの軍事力では耐えられるものではなかった。ルーマニアは中央同盟国に講和を乞い、1918年5月にブカレスト条約が結ばれた。マルギロマン首相は条約に署名したが、フェルディナンド国王は署名を拒否し、中央同盟の戦況の悪化を見て11月10日に連合国側で再参戦した。目的は1916年の参戦時と同じであった。フェルディナンド1世国王はルーマニア軍の動員を求め、カルパチア山脈を越えてトランシルヴァニアに攻め込むよう命じた。第一次世界大戦はその数日後に終結したが、ルーマニア軍の戦いは終わっていなかった。戦闘はこの年の終わりまで続き、1919年に入ってハンガリー・ルーマニア戦争となる。

### 戦争の概要
戦争の第一段階でルーマニア軍はカルパチア山脈西部に進出した。ハンガリーで共産主義政権が成立した後の第二段階では、ルーマニア軍はハンガリー軍を打ち破ってティサ川に到達。最後の第三段階で、ルーマニア軍はハンガリー軍を壊滅させてブダペストを占領し、クン・ベーラの共産政権を放逐した。

## 第一段階：1918年11月〜1919年3月
ブカレスト条約によってルーマニア軍の大半が武装解除されていた。第9、第10歩兵師団と第1、第2騎兵師団のみが戦時戦力で残されるだけとなったが、これらの部隊はソ連赤軍からの攻撃に備えるためにベッサラビアを守っていた。モルダヴィアに駐留する第1、第7、第8山岳猟兵（Vânători）師団がこの状況下で動員された最初の部隊だった。第8山岳猟兵師団はブコビナへ、他の2個師団はトランシルヴァニアへ送られた。
1918年12月1日、トランシルヴァニアのルーマニア民族がルーマニアとの合併を宣言し、1919年1月8日にはトランシルヴァニア・ザクセン民族が後に続いた。
まず、1918年12月に第1、第7山岳猟兵師団がムレシュ川まで進出。ここは11月13日にベオグラードで連合国の代表団とハンガリー政府が境界線として合意した場所である。同時にマッケンゼン元帥のドイツ軍が西方へ撤退した。
ルーマニアの要請に従いフランシェ・デスペレー将軍（仏）指揮下の連合軍東方司令部はルーマニア軍がカルパチア山脈西部まで進出することを認めた。第7山岳猟兵師団はクルージュへ、第1山岳猟兵師団はアルバ・ユリアへ向かった。12月24日、ルーマニア軍部隊がクルージュに入る。1919年1月22日までにルーマニア軍は境界線までの全域を支配した。
この時点でトランシルヴァニアのルーマニア軍はハンガリー軍を阻止するとともに、支配下に置いた地域の秩序を維持するために薄く広がっていた。そのため、ルーマニア軍最高司令部は2個師団を追加派遣することを決定し、第2山岳猟兵師団をシビウに第6歩兵師団をブラショフへ送った。トランシルヴァニアにおけるルーマニア軍統一司令部がシビウに置かれ、トライアン・モショイウ将軍が司令官となった。
ルーマニアは確保した土地の組織化に着手したが、この地域のルーマニア民族全体を取り巻くにはほど遠かった。この為、以前のオーストリア・ハンガリー軍の兵士によって新たに2個師団（第16、第18）が編成された。
2月28日、連合国理事会はルーマニア軍が進出する新たな境界線をハンガリーへ通知する決定をした。この線は鉄道合流点であるサトゥ・マーレ、オラデア、アラドと一致していた。しかしながら、ルーマニア軍は市内に入ることは許されてはいない。境界から5kmの非武装地帯が設定され、これはルーマニアがハンガリーに要求する地域を形成していた。非武装地帯からのハンガリー軍の西方への撤退は1919年3月23日と定められた。
通告は3月19日にフランス軍のフェルナン・ヴィー中佐によってハンガリー政府へ伝えられた。カーロイ政権はこの通告を受け入れられずに退陣し、3月21日にクン・ベーラが権力を掌握し、ハンガリーにおいて共産体制を樹立した。
この期間、ルーマニア軍とハンガリー軍との間では小競り合いしか起こっておらず、一度、ルーマニア軍とウクライナ軍との戦闘が発生している。また、ルーマニア軍の支配領域外でハンガリー人がルーマニア人を襲撃する事件が幾度か起こっている
。

## 第二段階：1919年4月〜1919年6月

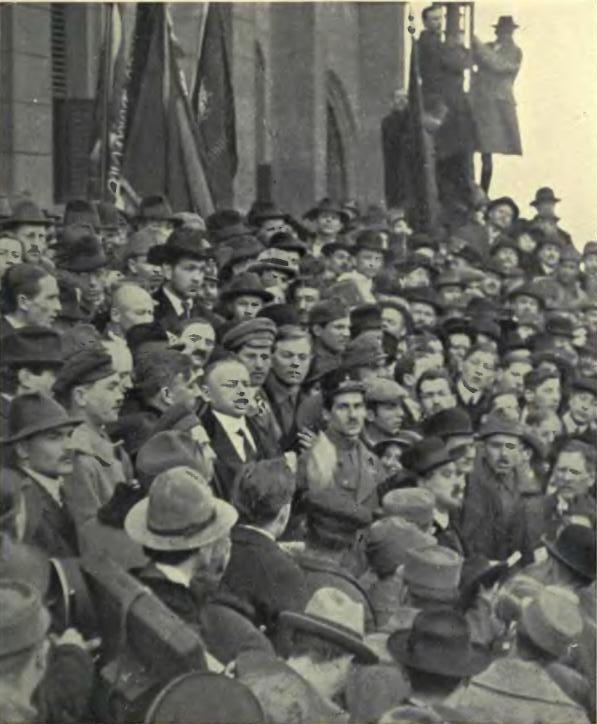
ブダペストの議会入り口でソビエト共和国樹立を宣言するクン・ベーラ

1919年3月19日以降、ルーマニアはハンガリーとソ連の二国の共産主義国家と隣接することとなった。パリ講和会議のルーマニア代表はルーマニア軍によるハンガリー共産主義政権打倒の許可を求めた。連合国理事会は共産主義の脅威はよく認識していたもののアメリカ大統領ウッドロウ・ウィルソン、イギリス首相ロイド・ジョージとフランス首相ジョルジュ・クレマンソーがフランスとドイツの国境問題を巡って意見の不一致を起こしている状態だった。特にアメリカ代表はフォッシュ元帥らフランスの強硬派が今度はドイツとソ連を相手に新たな戦争を引き起こすと考えていた。このため、理事会の代表たちはハンガリーの状況を緩和するよう努めた。4月4日に南アフリカ軍のスマッツ将軍がブダペストへ赴き、クン・ベーラに以前カーロイへ通告されたと同じ条件で耐えるよう申し入れた。連合国によるこの行動はハンガリー共産政権を承認することも意味している。ヴィー通告の条件を満たすこととの交換にハンガリーの経済封鎖を解除し、ルーマニア、チェコスロバキア、ユーゴスラビアとの領土問題について好意的に取り計らうことにもなっていた。だが、クンはルーマニア軍をムレシュ川まで後退させるよう要求し、話し合いは中断してしまった。
一方で、クンはルーマニア、チェコスロバキアと戦争ができる軍隊をつくる時間を稼ごうとしていた。ルーマニア戦線では第一線部隊20,000人がルーマニア軍と対峙していた。クンはオラデア、ジュラ、デブレツェン、ソルノクその他の募兵所を用いて更に60,000人の第二線部隊を編成しようとしていた。ハンガリー軍は元オーストリア・ハンガリー軍の将兵による精鋭部隊と質の悪い志願兵の混成だった。軍は野砲137門、装甲列車5両を装備していた。雑多ではあったが、この軍隊は共産主義のイデオロギーよりも民族主義によって結束しており、士気は高かった。クンはまたソ連が東方からルーマニアを攻撃することも望んでいた。
クンとの話し合いが中断したため、ルーマニア政府は軍部に対して軍事行動を取り、ハンガリー政府を2月28日の境界線に関する連合国の決定に従わせるよう命令を下した。トランシルヴァニアのルーマニア軍は歩兵64個大隊、騎兵28個大隊、カノン砲160門、榴弾砲32門、装甲列車1両、3個飛行大隊、工兵2個大隊を有しており、北方と南方の二個集団から成っていた。トランシルヴァニアのルーマニア軍の総指揮はゲオルゲ・マルダレスク（Gheorghe Mărdărescu）将軍が執り、モショイウ将軍は北方集団の司令官に任じられた。ルーマニア軍の作戦計画は強力な北方集団によってカレイとオラデアを奪取し、ハンガリー軍の精鋭セーケイ師団を他の部隊から分断することだった。その後、集団はハンガリー軍の側面を進撃する。同時に南方集団はラドナ川とベイウシュまで前進し、北方集団の側面運動の軸兵となる。軍はティサ川で停止することとなっていた。攻勢の開始は4月16日と定められた。

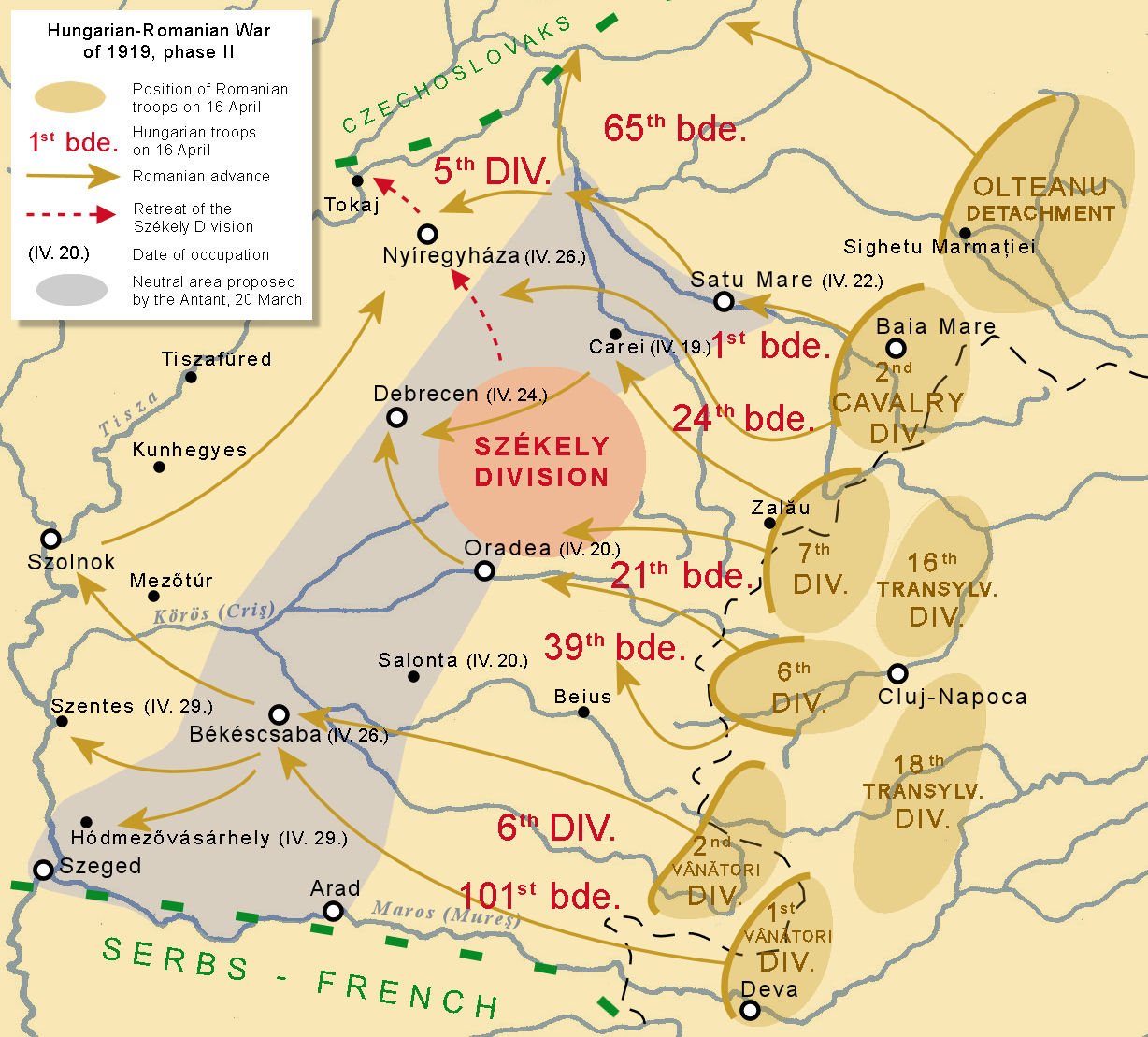
戦争第二段階におけるルーマニア軍の作戦行動。灰色のエリアは2月28日に連合国理事会によって通告された非武装地帯。

### ハンガリー軍の攻撃
ルーマニア軍の準備に気付いたハンガリー軍は峠に陣地を築き、4月15日から16日の夜に先制攻撃をかけた。この攻撃はルーマニア軍の予備部隊によって食い止められ、ルーマニアの防御線は持ちこたえた。4月16日から18日にかけてルーマニア軍は攻勢を開始し、激戦ののちに峠を奪取した。とりわけ、第2山岳猟兵師団の戦線ではハンガリー軍の士官学校生大隊が激しい抵抗をしたが、ルーマニア軍の第9連隊によって4月16日には撃破された。4月18日にルーマニア軍の攻勢第一段階は完了し、ハンガリー軍の前線は崩壊した。カレイは4月19日に、オラデアとサロンタは20日にルーマニア軍に占領された。ルーマニア軍はヴィー勧告によって設定された線に到達した。だが、ルーマニア軍最高司令部は軍事的事情を考え、この線を越えてティサ川まで前進することを決定する。ティサ川は自然地形の障壁となり防御が容易であり、同時にハンガリー軍は未だ壊滅していなかった。そのため、ルーマニア軍は連合国の意向に背いて前進したのである。

### セーケイ師団の運命
ルーマニア軍は騎兵を用いて、ニーレジハーザ、デブレツェン、ベーケーシュチャバ間に新たな防衛線の構築しようとするハンガリー軍の試みを妨害した。同じ頃、北方集団の戦線では、ハンガリー軍最良のセーケイ師団（クラトホヴィル大佐）が第2騎兵師団を主としたルーマニア軍の襲撃を受けつつニーレジハーザへ向けて後退していた。セーケイ師団は後退を止め市周辺で戦おうとしたがルーマニア軍に撃退されてしまい、ニーレジハーザは4月26日に占領された。セーケイ師団はティサ川を越えて西方へ脱出しようとしたが、川の東岸は既にルーマニア軍に占領されていた。川の橋頭保を守る最後のハンガリー軍は4月29日にラカマズで敗れた。退路を絶たれたセーケイ師団は4月29日に降伏した。

### ルーマニア軍のティサ川到達

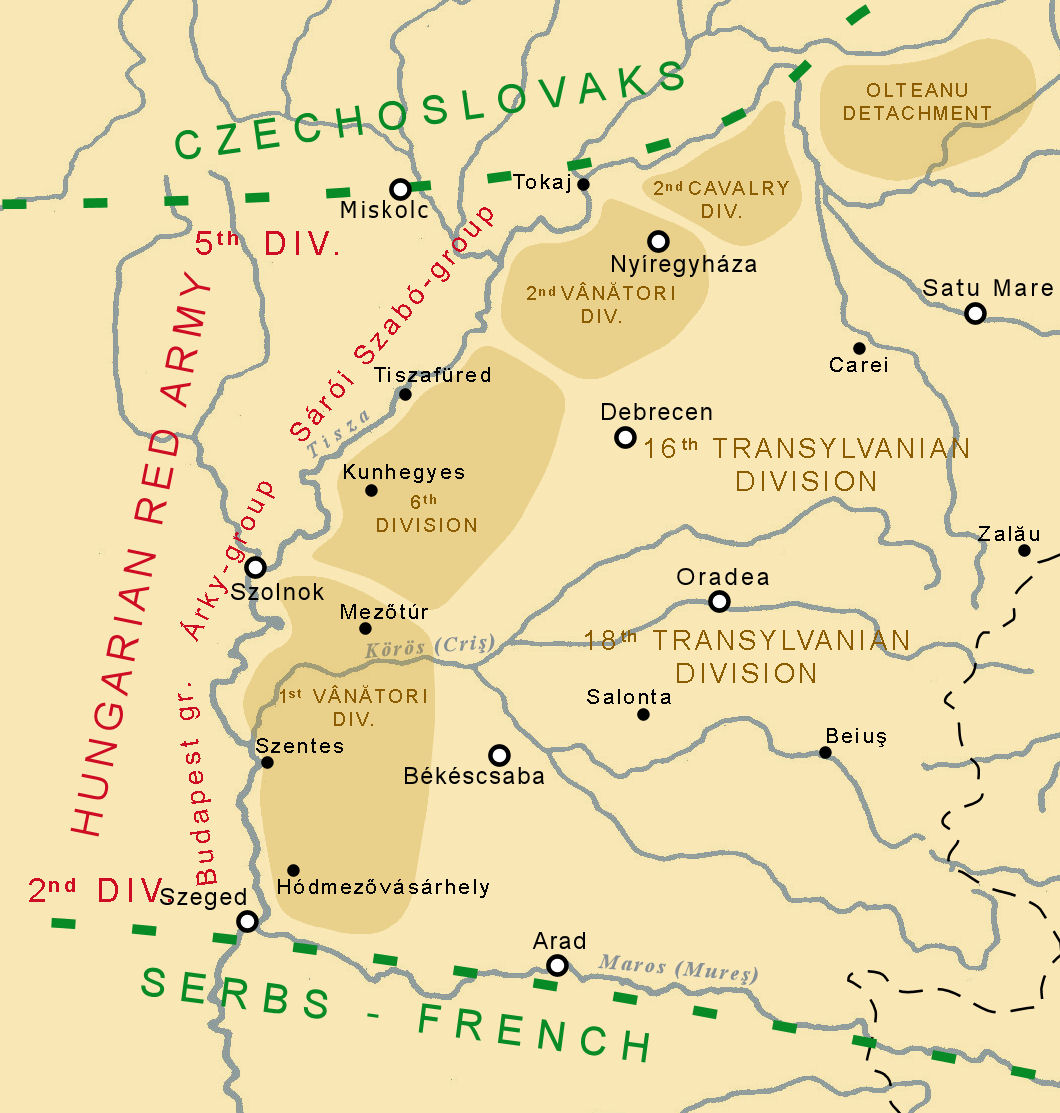
1919年3月3日時点のルーマニア軍とハンガリー軍の戦線。

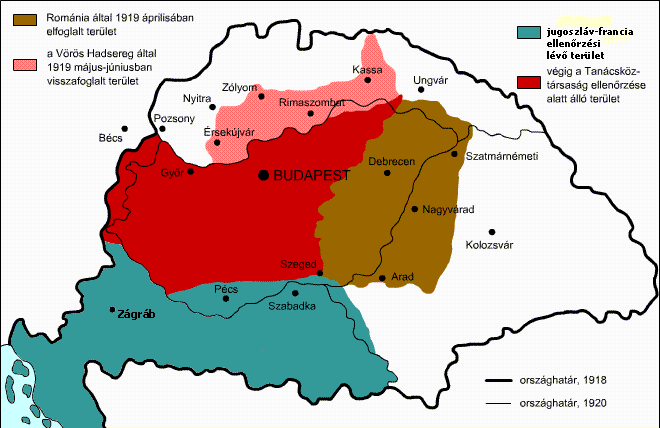
1919年5月から8月のハンガリーにおける連合国の作戦行動。
1919年4月までにルーマニアによって占領された地域。
ハンガリー評議会共和国の支配地域
ハンガリー評議会共和国が奪回した地域
フランスとセルビアの管理地域
1918年時点のハンガリー国境
1920年時点の新たなハンガリー国境

4月23日、ルーマニア軍はデブレツェンを占領し、ベーケーシュチャバへの攻撃を企図した。25日に攻撃が開始され、激戦の末に26日に街は陥落した。ハンガリー軍の残余はソルノクに集結してティサ川を越えて西方へ脱出すべく、ソルノクに二か所の防衛線を構築した。ティサ川西方からハンガリー軍の増援があったものの、4月29日から5月1日にかけての戦闘でルーマニア軍はなんとかこの防衛線を突破できた。5月1日、ティサ川から東は全てルーマニア軍が占領していた。
5月2日、クン政権は和平を乞うた。ワース中佐を通じた和平提案で、クンはルーマニアの全ての領土的要求を受け入れる代わりに戦闘状態の停止とハンガリーの内政への不干渉を求めた。ルーマニアは休戦のみを提案したが、これは連合国最高司令部の圧力によるものだった。4月30日にピション仏外相が平和会議ルーマニア代表のブラティアヌ首相を呼び寄せ、ルーマニア軍の前進をティサ川で止め、最終的には連合国が取り決めた境界線まで後退するよう要求していた。ブラティアヌはルーマニア軍はティサ川を渡河せず、川の東側に留まる事を約束している。
モショイウ将軍がルーマニア国境及びティサ川地区の長官に任じられ、北方集団の指揮はミハエスク将軍に交代した。同時にルーマニア第7師団はハンガリー戦線からロシア戦線の北モルダビアへ移動した。

### 上ハンガリーでのハンガリー軍の反攻
クン・ベーラは対ルーマニア戦の中断を利用して、打ちつぶされた彼の国際的地位を改善しようとした。彼は敵の中で最も弱いと思われるチェコスロバキアに対する攻撃を準備した。ルーマニアには先に敗退しており、セルビアにはフランス軍が駐留しており攻撃は不可能だと判断したからである。彼はチェコスロバキアへの攻撃によって、ハンガリーの国境を回復すると国民に約束をして支持を得ようと考えたのである。クンはまたロシアのボリシェヴィキの同志との連絡をつけようともした。国際的には、ハンガリー民族が多数を占める地域が大戦後に新生チェコスロバキアへ与えられたことは不正であるとの信条に基づいて行動したと彼は主張している。軍隊を強化するため、クン政権は彼に残された土地の19歳から25歳の男子に対して大量徴兵をかけた。またブダペストの工業地帯を中心とした労働者が多数軍に志願している。彼はまた旧オーストリア・ハンガリー軍士官を多数採用した。彼らはイデオロギーよりも愛国心から軍に入隊している。上ハンガリー（現在のスロバキア）への攻勢のため。第1、第5の2個師団に合計40個大隊を集結させた。
5月20日、シュトロンフェルド・アウレール上級大将に率いられたハンガリー軍は攻撃を開始しミシュコルツでチェコスロバキア軍を潰走させた。ルーマニア軍はチェコスロバキアとの連結を保つために第16歩兵師団と第2山岳猟兵師団からの部隊でハンガリーの側面を攻撃したが、作戦は成果なく、チェコスロバキア軍の敗走を食い止めることはできなかった。ルーマニア軍はトカイの橋頭保まで後退し、5月25日から30日まで防戦した。ハンガリー軍のチェコスロバキア軍攻撃は成功し、その結果、北方のルーマニア軍は側面を脅かされることになった。6月3日、ルーマニア軍はトカイからティサ川東岸への退却を強いられ、その過程で橋を落とし、ハンガリー軍との接触を絶った。側面包囲の危険に対処し、そしてハンガリーとソ連の連絡を妨害するためにティサ川周辺のルーマニア軍は防衛線をより北方へ拡張し、第8師団（5月22日にブコビナへ移動していた）と連結した。
新生チェコスロバキアに対する攻撃の成功により、ハンガリー共産主義者たちは上ハンガリー地域に傀儡国家スロバキア・ソビエト共和国を樹立した。作戦の終わりにはハンガリー軍は北部カルパチア山脈の旧国境まで到達した。この作戦によってミシュコルツ、シャルゴータルヤーン、バンスカー・シュチャヴニツァといった重要な工業地域を奪回することができた。そして、彼らは東方のルーマニア軍に対する進撃を計画する。

### ボリシェヴィキの介入
1918年4月9日、ベッサラビアはルーマニアに併合された。この併合によって古いルーマニア民族の土地と新しいルーマニア民族の国家が一つになったが、ソ連はこれを承認せず、ルーマニア王国とソ連との間で事実上の戦争状態となった。だが、白軍、ポーランド、ウクライナそして連合軍と戦っているソ連赤軍にはルーマニアと本格的に戦う兵力の余裕はなかった。ハンガリーに共産主義政権が成立するまではドニエストル川を越えて散発的な交戦があっただけだった。この期間にルーマニア軍は再建されており、これらの攻撃は成功しなかったが、赤軍は常にベッサラビアに駐留するルーマニア軍と対峙していた。最も大きな戦闘が1月末に発生し、赤軍がルーマニアの街ホティンを占拠したが、数日後にルーマニア軍の反撃によって潰走している。この後、赤軍の攻撃を阻止するに十分な兵力のルーマニア軍がベッサラビアに配置されることになった。その後、フランスのダンセルム将軍に率いられた連合軍（フランス軍3個師団、ギリシャ軍2個師団）がポーランド、ウクライナそしてロシアの義勇軍の支援を受けてオデッサの赤軍に攻撃を行い、これを占領している。これらの状況を受けて、次の2ヶ月間、ベッサラビアは平穏だった。
連合国の攻撃の助けを受けて、3月21日にルーマニア軍第39連隊がティラスポリを占領しているが、同時期にトランシルヴァニアでも戦闘をしていたため、ルーマニア軍はこれ以上の兵力を割くことはできなかった。
4月になって、ダンセルム将軍はベリョーゾフで赤軍に敗北し、オデッサから撤退させられ、重装備を遺棄してベッサラビア南部を通って後退した。このため、ルーマニア軍は赤軍の大規模攻勢に備えるべくベッサラビアに陣地を構築し始めた。
5月1日、チチェーリン・ソ連外相はルーマニアに対し、ベッサラビアから撤退しなければ武力を用いるとの最後通告を発した。同時に赤軍がドニエストル川に集結する。ルーマニア軍を東方からの攻撃に備えさせることによって彼らはハンガリー共産政権への圧力を緩めようとしたのである。このためにルーマニア軍は第7師団をティサ川戦線からベッサラビアへ振り向けている。
最後通告以降、ベッサラビアのルーマニア軍に対する攻撃は激化し、5月27日から28日には数千人の赤軍兵士がベンデルを攻撃している。赤軍は一旦は市内に突入したものの、フランス軍の助けを受けたルーマニア軍によって撃退されている。
赤軍に対抗するために、更に2個師団（第4、第5師団）がこの地域に派遣されている。また第15歩兵師団を主力とした地域軍が南部ベッサラビアに編成された。

## 第三段階：1919年7月〜1919年8月
連合国理事会はルーマニア軍が承諾なしにティサ川まで前進したことにひどく腹を立てていた。理事会の中ではハンガリーでの紛争に関してルーマニアを非難して、当初の境界線まで即座に撤退させるとともにルーマニア軍を縮小させるべきとの意見もあった。理事会はルーマニア政府へクン政権との話し合いを始めるべきであると説得した。だが、ルーマニア政府はティサ川はルーマニアとハンガリーとの最終的な国境線が確定し、国際的な承認が得られるまでのあくまでも軍事上の境界であると主張した。
理事会はクン政権にもチェコスロバキアへの攻撃を止めなければ、フランスとセルビアそしてルーマニアが南方と東方から攻撃をかけると圧力をかけた。理事会はまたハンガリーに対して国境線に関するその後の和平会談においては善処するとも約束した。この状況下において、6月12日にハンガリーはチェコスロバキアと休戦協定を結び、ハンガリー軍は境界線から15km南方へ後退した。理事会はまたルーマニアに対してティサーントゥールから退去し、新しい国境線まで後退するよう要求したが、ルーマニアはこれを拒否してハンガリーが動員解除しない限り従えないと返答した。理事会代表を通じてルーマニアの要求を知らされたクンは、もはや軍の力のみに頼るだけだと答えた。
7月11日、この知らせを受けた理事会はセルビア、フランスそしてルーマニアによる共同攻撃を行うと決定した。作戦計画はフォッシュ元帥に任される。だが、チェコスロバキアとの休戦が成立すると即座にクンはティサ川のルーマニア軍に対する動員を行い、7月17日にハンガリー軍は攻撃を開始した。

### 両軍
ルーマニア軍はフランス軍、セルビア軍に隣接する南方のセゲドからチェコスロバキア軍に隣接する北方のトカイまで250kmに渡ってハンガリー軍と対峙していた。
ティサ川でルーマニア軍と対峙するハンガリー軍は4月の時点と比べるとかなり改善していた。ハンガリー軍はよく編成、装備され、国土を守るべく戦うという目的のために士気も高かった。そして、先の対チェコスロバキア戦での勝利によって士気はより一層に高まっていた。共産党は政治将校を通じて指揮系統を掌握していたが、彼らは経験豊かな将校に助けられていた。師団とその下のレベルでは主に職業軍人の将校が指揮を執っている。ハンガリー軍は歩兵50,000の100個大隊と騎兵1365の10個騎兵大隊、火砲69門、装甲列車9両を擁していた。軍隊は北方、中央、南方の3個集団に編成され、中央集団が最も強力だった。ハンガリー軍はこの三つの集団を持ってティサ川を越えサトゥ・マーレ、オラデア、アラドにそれぞれ向かう計画を立て、この進撃によってルーマニア国内で共産主義者の反乱を引き起こすことも期待し、ベッサラビアへのソ連の総攻撃による支援も計算していた。
ルーマニア軍は歩兵48,000の92個大隊、騎兵12,000の58個騎兵大隊、火砲80門、装甲列車2両と幾つかの支援部隊を有していた。ルーマニア軍は三線に展開していた。第一線は北方に第16師団、南方に第18師団。第二線はより強力な編成が置かれ、北方の第2山岳猟兵師団がニーレジハーザに、南方の第1山岳猟兵師団はベーケーシュチャバに集結した。第三線はルーマニア軍中最も強力な部隊で、第1、第6歩兵師団、第1、第2騎兵師団と幾つかの支援部隊から成っていた。これらの部隊は鉄道線に沿ってカレイからオラデアを経て、アラドまで配置されていた。第20、第21師団は治安維持のために第三線の後方に置かれた。第一線は薄く、遅滞戦闘を行ってハンガリー軍の攻撃意図を探る。その後、第二線の部隊とともに、第三線の部隊が反撃を始めるまで敵の攻撃を持ちこたえる。この作戦行動のために、ルーマニア軍司令部は鉄道を活用することを計画し、十分な数の列車を用意していた。ルーマニア軍もまたルーマニア民族が住む全ての土地を一つの国家にするという大義のために高い士気を保っていた。彼らのこの長年の夢はウッドロー・ウィルソン大統領の唱える民族自決と国民国家の原則によって支持されていた。ほとんどの兵士は第一次世界大戦を経験したベテランたちだった。

### ハンガリー軍の攻撃
7月17日から20日にかけてハンガリー軍はルーマニア軍陣地を砲撃し、そして偵察活動を行った。7月20日午前3時頃、激しい砲撃ののちに3個集団のハンガリー歩兵はティサ川を越えてルーマニア軍陣地に攻撃をかけた。

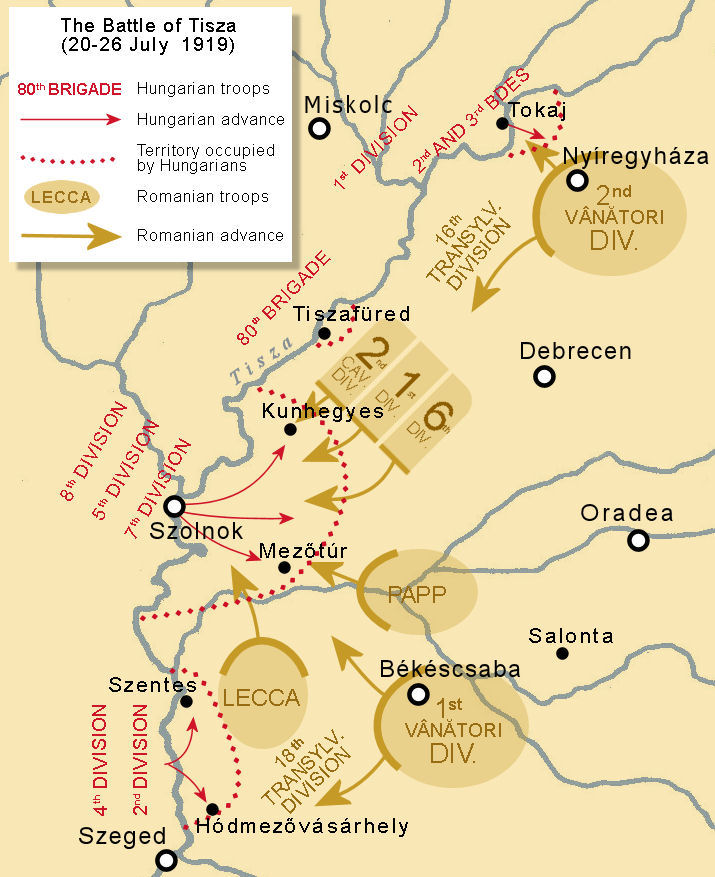
戦争第三段階のティサ川の戦いにおけるハンガリー軍とルーマニア軍の作戦行動。

#### 北方集団と南方集団の戦い
ハンガリー軍の北方集団は7月20日にラカマズとその周辺の幾つかの村を奪取した。ルーマニア第16師団は村落へ後退したが、第2山岳猟兵師団の支援を受けて翌日にはラカマズを奪回している。ハンガリー軍は攻撃を再開し、砲兵の支援のもとに再度ラカマズと周辺の二つの村を奪取したが、敵の防衛線を突破することはできなかった。そのため、ハンガリー軍は第80国際旅団とともにルーマニア陣地を迂回してより南方のティサフュレドからティサ川を渡河しようと試みたが、ルーマニア軍第16師団によって阻止されてしまった。ルーマニア軍は第20師団の一部を投入し24日にまでに辛うじてティサフュレドの橋頭保周辺を掃討した。ハンガリー軍はラカマズから突破できないため、陣地を構築し幾つかの部隊は他へ再展開させた。北方戦線は膠着し、26日になってルーマニア軍が再攻撃を行い激しい戦闘の末になんとかハンガリー軍の橋頭保を掃討でき、ルーマニア軍はティサ川東岸の支配を完成させた。
南方ではハンガリー第2師団はルーマニア軍第89、第90連隊（第18師団所属）の守るセンテシュの奪取に2日を要した。21日から22日、ホードメゼーバーシャールヘイはハンガリー軍とルーマニア軍第90山岳猟兵連隊（第1山岳猟兵師団所属）が奪い合い、幾度か主を変えている。23日に最終的にルーマニア軍がホードメゼーバーシャールヘイ、センテシュとミンドセントを再占領してハンガリー軍をティサ川へ押し返しこの方面での戦闘を終わらせた。これによってルーマニア軍は第1山岳猟兵旅団をハンガリー軍の攻撃が順調に進んでいる中央方面に投入する余裕ができた。

#### 中央集団の戦い
7月20日、ハンガリー軍は第91連隊（第18師団所属）の抵抗を排除して、ティサ川を越えてソルノクに橋頭保を築いた。ハンガリー軍は第6、第7師団を橋頭保へ投入してルーマニア軍第一線部隊を圧倒する。第6師団は東方を攻撃してテレクセントミクローシュを奪取し、一方、第7師団はメゼートゥールへ進撃した。同時に第5師団がティサ川を越え、トゥールケヴェへ向かった。22日、ハンガリー軍はルーマニア軍第18山岳猟兵連隊を破り、ティサ川を越えソルノクから50kmのクンヘジェシュへ進軍。ルーマニア軍第18師団は第1騎兵師団の一部と第2山岳猟兵旅団を含む第二線からの増援を得た。23日にハンガリー軍はトゥールケヴェとメゼートゥールを占領。23日の夜までにハンガリー軍はティサ川右岸に幅30km、深さ60kmの突出部を形成した。東方と南方でこれと対するのはルーマニア軍の第一線と第二線だった。北方では第三線の第1歩兵師団を中央、第6歩兵師団を左翼、そして第2騎兵師団を右翼とする機動集団がティサ川沿いに編成された。

### ルーマニア軍の反攻
ルーマニア軍機動集団は7月24日に攻撃を開始した。第18師団に支援された第2騎兵師団がクンヘジェシュを占領。ルーマニア軍第1歩兵師団はハンガリー第6師団を攻撃し、攻防の末にフェジヴェルネクを奪取した。ルーマニア軍第6歩兵師団は左側面にハンガリー軍予備よる反撃を受けて苦戦している。24日、ルーマニア軍はハンガリー軍を20km後退させ主導権を奪い返した。ルーマニア軍は戦闘が収まりつつあった北方戦線から第2山岳猟兵師団と幾つかの騎兵部隊を含む増援を機動集団へ送り込んだ。全戦線のルーマニア軍は翌日に攻撃を行うよう命じられた。25日も戦闘が続き、特にルーマニア軍第1歩兵師団が担当するフェジヴェルネクではハンガリー軍が反撃を試み、激戦となった。この日の終わりまでにルーマニア軍機動集団は北方のハンガリー軍陣地を突破し始めた。また、南方のハンガリー軍も蹂躙されている。ハンガリー軍は総崩れとなってソルノクの橋梁を目指して敗走し、26日にルーマニア軍の追撃を阻むために橋を爆破した。26日の夕方には。ティサ川の東岸は再びルーマニア軍の支配するところとなった。

### ルーマニア軍のティサ川渡河

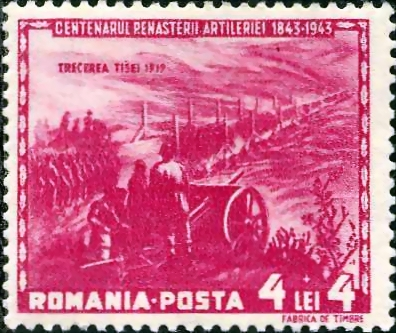
ティサ川渡河

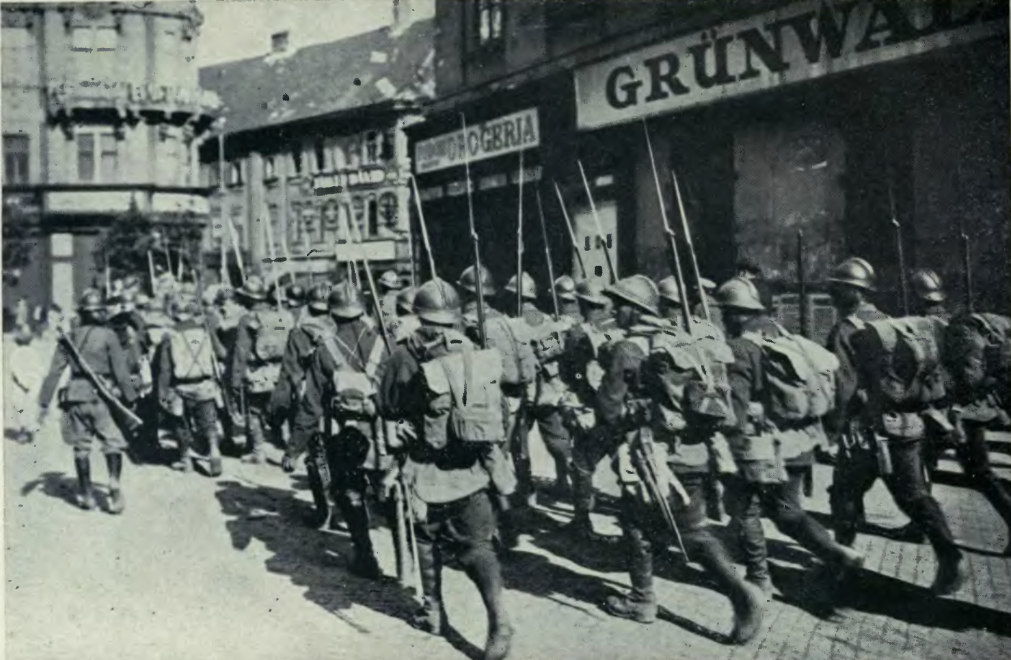
ブダペストに入るルーマニア軍

ハンガリー軍の攻撃を撃退した後、連合国理事会の反対にもかかわらず、ルーマニア軍はティサ川を越えてソビエト・ハンガリーに最後の一撃を加える計画を始めた。彼らは第7歩兵師団をベッサラビア戦線から呼び返し、また第2歩兵師団と幾つかの小部隊も送り込んだ。ティサ川渡河作戦ではルーマニア軍は歩兵84,000からなる119個大隊、火砲99門、騎兵12,000の60個大隊を準備した。7月27日から29日にかけてルーマニア軍はハンガリー軍の配置を探るために小規模攻撃をかけている。彼らは最終的にフェジヴェルネク近辺から渡河すると決定した。29日から30日にかけての夜に他の地点で集中砲撃による陽動作戦を行い、主力はフェジヴェルネクから川を渡った。フェジヴェルネクからの渡河は不意打ちとなり、31日にハンガリー軍はティサ川の防衛線を放棄してブダペストへ向け撤退した。

### ハンガリー軍の崩壊
ルーマニア軍の大部分がティサ川を渡ると、彼らはブダペストへ向けて進撃を開始した。ルーマニア軍騎兵が主力部隊の側面を守り、またハンガリー軍の集結地を捜索した。8月1日に最大の戦闘が南方のソルノク周辺で起こり、市街は破壊された。この日の終わりにハンガリー軍は降伏を申し出た。中央と北方でも3日夕方までにハンガリー軍は完全に包囲され、彼らは降伏するか逃亡した。8月3日がハンガリー赤軍最後の日となった。

### ブダペスト占領
ルーマニア軍はブダペストへ向けて進撃を続け、8月3日の夕方に第4旅団所属第6騎兵連隊の3個大隊が市内に入った。4日にルーマニア軍の主力部隊がブダペストに入り、総司令官モショイウ将軍を前に市内中央部で軍事パレードを行った。

## 戦後

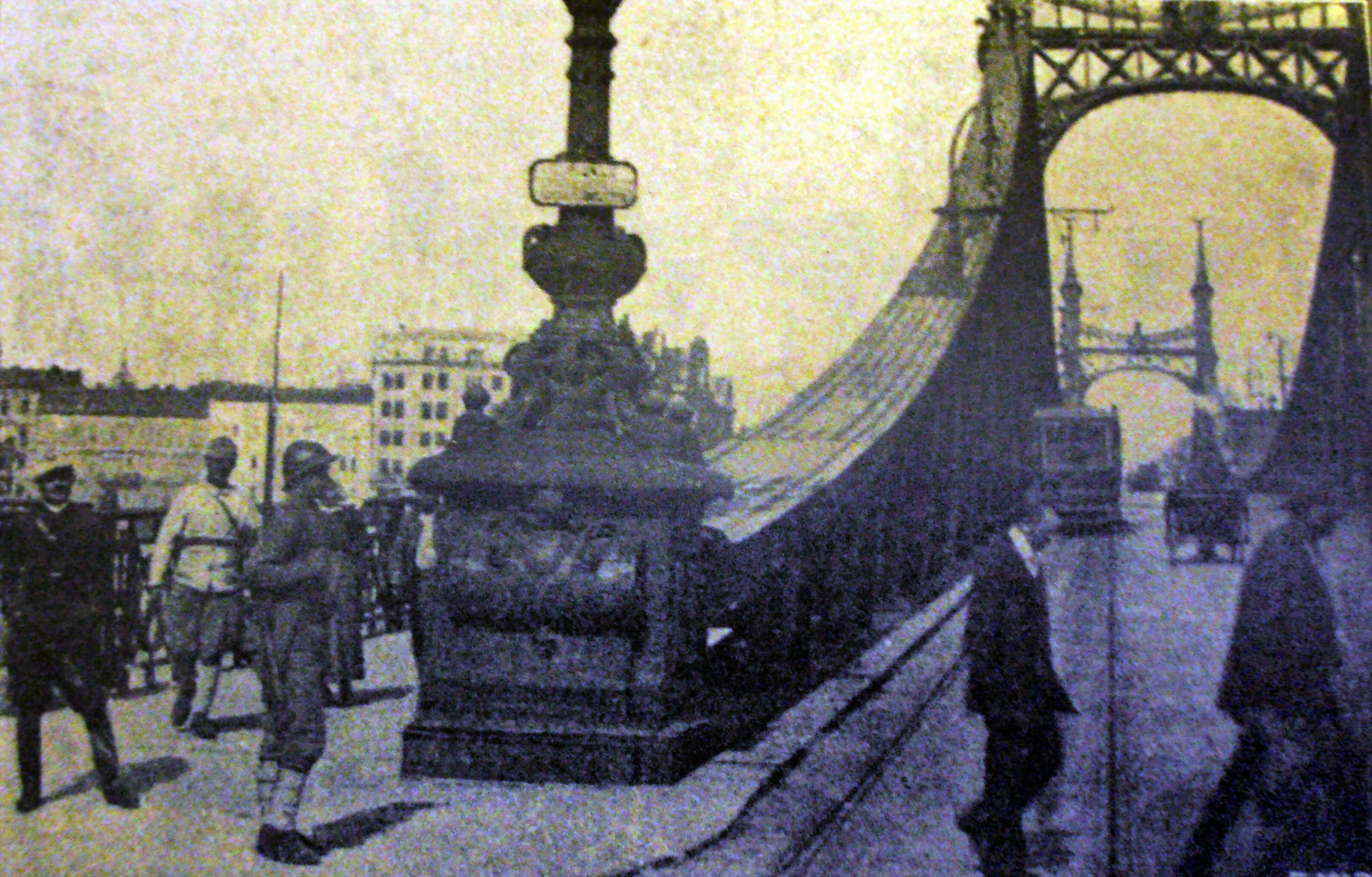
ブダペストの自由橋（Szabadság híd）を警備するルーマニア軍の歩哨

8月2日にクン・ベーラはオーストリア国境へ向け逃亡し、最終的にはソ連に亡命している。
連合国理事会の助けを受けてペイドル・ジュラ（hu）を首相とする社会主義者の政権がブダペストに立てられたが、8月6日にはクーデターで政府が打倒され、ペイドルもオーストリアに亡命した。ヨーゼフ大公を国王に擁立するナショナリストが権力を握りフリードリッヒ・イシュトヴァーンが首相となった。だが、連合国はハプスブルク家が国家元首となることを認めず、新しい政府が必要となった。ルーマニア軍は北西部のジェールまで前進して、バラトン湖周辺の僅かな土地を除き、ハンガリー全土を占領した。バラトン湖周辺にはホルティ提督を中心とした中道右派が集まり、ルーマニア軍撤退後の権力掌握を準備していた。ホルティ提督を支持する軍隊はルーマニア軍から武器を供与されている。
ハンガリー・ルーマニアの戦争の第3段階においてルーマニア軍は123人の士官と6,434人の兵士を失った（戦死：士官39人と兵士1,730人。負傷：士官81人、兵士3,125人。行方不明：士官3人。兵士1,579人）。一方、8月8日までにルーマニア軍は士官1235人、兵士40,000人を捕虜とし、火砲350門、機関銃332丁、小銃52,000丁、航空機87機及び大量の弾薬と車両を鹵獲している。
ルーマニアがハンガリーに押し付けた休戦協定は厳しいものだった。ルーマニア軍がブダペストを撤収する際には大規模な略奪が行われ、食糧、トラック、機関車と貨車が奪われた。これは大戦中に中央同盟国がルーマニアで行った略奪の報復だった。ハンガリーは全ての軍事物資を没収された（ホルティの部隊の物は除く）。更にハンガリーはルーマニアに全ての軍需工場、鉄道車両の50%、家畜の30%、農具の30%そして、35,000両の荷馬車を引き渡さねばならなかった。また、1918年のブカレスト条約以降にルーマニアから略奪したと認められるものは全て没収された。
ルーマニア・ハンガリー戦争は9ヶ月間戦われた。ルーマニアは士官188人、兵士11,478人を失っている（内戦死は士官69人、兵士3,601人）。ルーマニア軍は1919年11月にハンガリーからの撤退を開始した。
1920年2月、ホルティらはハンガリー王国の成立を宣言した。3月28日に最後のルーマニア兵がハンガリーの領土を離れた。

## 戦闘序列
| 占領期に、デブレツェンのルーマニア行政府により発行された切手。ハンガリーの切手に加刷されている。 |  | 占領期に、デブレツェンのルーマニア行政府により発行された切手。ハンガリーの切手に加刷されている。 |  | 占領期に、デブレツェンのルーマニア行政府により発行された切手。ハンガリーの切手に加刷されている。 |
| 占領期に、デブレツェンのルーマニア行政府により発行された切手。ハンガリーの切手に加刷されている。 |  |                                                                                                  |  |                                                                                                  |

- 第一段階
  - ルーマニア軍
    - 第1山岳猟兵師団
    - 第2山岳猟兵師団
    - 第7山岳猟兵師団
    - 第6歩兵師団
    - 第16歩兵師団
    - 第18歩兵師団

- 第二段階
  - ルーマニア軍
    - 北方集団  （モショイウ将軍）
      - オルテアヌ将軍集団
        - 2個歩兵大隊
        - 1個騎兵旅団
        - 1個砲兵中隊

      - 第2騎兵師団（バイア・マーレ）
      - 第7山岳猟兵師団（ザラウ）
      - 第6歩兵師団（フエディン）
      - 集団予備
      - 第16歩兵師団（デジ）

    - 南方集団  （マルダレスク将軍）
      - 第2山岳猟兵師団（ロシア）
      - ベイウッシ連隊
      - 集団予備
      - 第16山岳猟兵師団（デヴァ）

    - 軍予備
      - 第18歩兵師団

- 第三段階
  - ルーマニア軍
    - 北方集団
      - 第16歩兵師団（第一線）
      - 第2山岳猟兵師団

    - 南部集団
      - 第18歩兵師団（第一線）
      - 第1山岳猟兵師団
      - 軍予備
      - 第1歩兵師団
      - 第6歩兵師団
      - 第20歩兵師団
      - 第21歩兵師団
      - 第1騎兵師団
      - 第2騎兵師団

  - ハンガリー軍
    - 北方集団  （トカイ）
      - 第2セーケイ旅団
      - 第3セーケイ旅団
      - 第39歩兵大隊
      - サーントー分遣隊
      - 集団予備  （ミシュコルツ）
      - 第1歩兵師団

    - 中央集団  （ソルノク）
      - 第5歩兵師団
      - 第6歩兵師団
      - 第7歩兵師団
      - 第80国際歩兵旅団
      - 集団予備  （ツェグレード）
      - 第3歩兵師団の半分

    - 南方集団 （チョングラード）
      - 第2歩兵師団
      - 集団予備  （キシュテレク）
      - 第4歩兵師団

    - 軍予備  （アボニ＝ツェグレード）
      - 第3歩兵師団の半分
      - 1個騎兵連隊